# Österreichische Fußballmeisterschaft 1918/19
Die Österreichische Fußballmeisterschaft 1918/19 wurde vom Niederösterreichischen Fußball-Verband ausgerichtet. Teilnahmeberechtigt waren ausschließlich Mannschaften der Stadt Wien und den umliegenden Vororten. Vereine aus den Bundesländern hatten keine Möglichkeit an der Meisterschaft teilzunehmen. Die Meisterschaft wurde mit zehn Vereinen ausgetragen, die in einem Herbst- und Frühjahrsdurchgang je neun Spiele absolvierten. Nachdem der Erste Weltkrieg 1918 beendet worden war, führte der Verband wieder die automatische Auf- und Abstiegsregelung ein. Aufstiegsberechtigt waren der Meister (First Vienna FC 1894) sowie der Vizemeister (SK Admira Wien) der Zweiten Klasse.

## Erste Leistungsstufe – Erste Klasse (NFV)

### Allgemeines
Den österreichischen Meistertitel holte sich zum bereits fünften Mal der SK Rapid Wien. Dahinter errang der SpC Rudolfshügel erstmals in der Vereinsgeschichte den Vizemeistertitel. Der Tabellenletzte, SC Wacker Wien konnte auf Grund der Aufstockung der ersten Klasse auf zwölf Vereine in der Liga verbleiben. Aus der Zweite Klasse qualifizierten sich der Meister sowie der Vizemeister, das waren die Vienna und SK Admira Wien für die oberste Spielklasse.

### Abschlusstabelle
| Pl.                                                          | Verein                  | Sp. | S  | U | N  | Tore    | Quote | Punkte |
| ------------------------------------------------------------ | ----------------------- | --- | -- | - | -- | ------- | ----- | ------ |
| 1.                                                           | SK Rapid Wien           | 18  | 15 | 1 | 2  | 067:150 | 4,47  | 31     |
| 2.                                                           | SpC Rudolfshügel        | 18  | 10 | 4 | 4  | 051:320 | 1,59  | 24     |
| 3.                                                           | Wiener AC               | 18  | 8  | 7 | 3  | 042:260 | 1,62  | 23     |
| 4.                                                           | Wiener Association FC   | 18  | 8  | 4 | 6  | 032:260 | 1,23  | 20     |
| 5.                                                           | Wiener Sport-Club       | 18  | 8  | 3 | 7  | 025:380 | 0,66  | 19     |
| 6.                                                           | Wiener Amateur SV       | 18  | 5  | 6 | 7  | 029:380 | 0,76  | 16     |
| 7.                                                           | Floridsdorfer AC (M, C) | 18  | 7  | 1 | 10 | 045:350 | 1,29  | 15     |
| 8.                                                           | ASV Hertha Wien         | 18  | 5  | 2 | 11 | 034:520 | 0,65  | 12     |
| 9.                                                           | 1. Simmeringer SC EK1   | 18  | 4  | 4 | 10 | 029:630 | 0,46  | 12     |
| 10.                                                          | SC Wacker Wien          | 18  | 2  | 4 | 12 | 020:490 | 0,41  | 08     |
| Stand: Endstand. Quelle: Austria Soccer, Rapid-Archiv, RSSSF |                         |     |    |   |    |         |       |        |

| (M) | Österreichischer Meister 1917/18                                 |
| (C) | Niederösterreichischer-Cup-Sieger 1917/18 (inoffizieller Bewerb) |

Aufsteiger
- Zweite Klasse A: SK Admira Wien, First Vienna FC 1894

### Spiele im Detail
| Durchgang im Sommer/Herbst | Durchgang im Sommer/Herbst                | Durchgang im Sommer/Herbst |
| Datum                      | Spielpaarung                              | Ergeb.                     |
| August 1918                | August 1918                               | August 1918                |
| -------------------------- | ----------------------------------------- | -------------------------- |
| 18. August 1918            | Floridsdorfer AC – Wiener AC              | 2:2                        |
| 18. August 1918            | ASV Hertha Wien – Wiener Sport-Club       | 4:1                        |
| 18. August 1918            | SpC Rudolfshügel – SK Rapid Wien          | 0:3                        |
| 18. August 1918            | SC Wacker Wien – 1. Simmeringer SC        | 2:5                        |
| 18. August 1918            | Wiener Amateur SV – Wiener Association FC | 1:1                        |
| 25. August 1918            | ASV Hertha Wien – SK Rapid Wien           | 1:2                        |
| 25. August 1918            | SC Wacker Wien – Wiener Amateur SV        | 2:2                        |
| 25. August 1918            | Wiener AC – 1. Simmeringer SC             | 6:1                        |
| 25. August 1918            | Wiener Association FC – Floridsdorfer AC  | 5:2                        |
| 25. August 1918            | Wiener Sport-Club – SpC Rudolfshügel      | 1:8                        |
| September 1918             |                                           |                            |
| 1. September 1918          | Floridsdorfer AC – SC Wacker Wien         | 4:1                        |
| 1. September 1918          | ASV Hertha Wien – SpC Rudolfshügel        | 2:5                        |
| 1. September 1918          | Wiener Amateur SV – Wiener AC             | 0:2                        |
| 1. September 1918          | Wiener Sport-Club – SK Rapid Wien         | 1:3                        |
| 15. September 1918         | 1. Simmeringer SC – Wiener Amateur SV     | 2:2                        |
| 15. September 1918         | Floridsdorfer AC – ASV Hertha Wien        | 7:3                        |
| 15. September 1918         | SpC Rudolfshügel – Wiener AC              | 3:3                        |
| 15. September 1918         | SC Wacker Wien – SK Rapid Wien            | 0:3                        |
| 15. September 1918         | Wiener Association FC – Wiener Sport-Club | 0:0                        |
| 22. September 1918         | SK Rapid Wien – 1. Simmeringer SC         | 3:0                        |
| 22. September 1918         | SpC Rudolfshügel – Wiener Amateur SV      | 4:0                        |
| 22. September 1918         | SC Wacker Wien – ASV Hertha Wien          | 2:3                        |
| 22. September 1918         | Wiener AC – Wiener Association FC         | 2:3                        |
| 22. September 1918         | Wiener Sport-Club – Floridsdorfer AC      | 2:1                        |
| 29. September 1918         | 1. Simmeringer SC- SpC Rudolfshügel       | 2:7                        |
| 29. September 1918         | Floridsdorfer AC – SK Rapid Wien          | 0:1                        |
| 29. September 1918         | Wiener Amateur SV – Wiener Sport-Club     | 4:1                        |
| Oktober 1918               |                                           |                            |
| 13. Oktober 1918           | ASV Hertha Wien – Wiener Association FC   | 1:4                        |
| 13. Oktober 1918           | SK Rapid Wien – Wiener Amateur SV         | 1:2                        |
| 13. Oktober 1918           | Wiener AC – SC Wacker Wien                | 5:1                        |
| 13. Oktober 1918           | Wiener Sport-Club – 1. Simmeringer SC     | 2:3                        |
| 27. Oktober 1918           | SpC Rudolfshügel – Floridsdorfer AC       | 1:0                        |
| 27. Oktober 1918           | ASV Hertha Wien – Wiener AC               | 2:2                        |
| November 1918              |                                           |                            |
| 10. November 1918          | ASV Hertha Wien – 1. Simmeringer SC       | 1:2                        |
| 10. November 1918          | Wiener Sport-Club – Wiener AC             | 1:1                        |
| 17. November 1918          | SC Wacker Wien – Wiener Sport-Club        | 0:2                        |
| 17. November 1918          | Wiener AC – SK Rapid Wien                 | 2:2                        |
| 17. November 1918          | Wiener Amateur SV – ASV Hertha Wien       | 4:0                        |
| 17. November 1918          | Wiener Association FC – SpC Rudolfshügel  | 3:2                        |
| 24. November 1918          | SK Rapid Wien – Wiener Association FC     | 3:1                        |
| 24. November 1918          | SC Wacker Wien – SpC Rudolfshügel         | 3:4                        |
| Dezember 1918              |                                           |                            |
| 8. Dezember 1918           | Wiener Association FC – SC Wacker Wien    | 3:1                        |
| 15. Dezember 1918          | 1. Simmeringer SC – Wiener Association FC | 1:7                        |

| Durchgang im Frühjahr | Durchgang im Frühjahr                     | Durchgang im Frühjahr |
| Datum                 | Spielpaarung                              | Ergeb.                |
| März 1919             | März 1919                                 | März 1919             |
| --------------------- | ----------------------------------------- | --------------------- |
| 2. März 1919          | SpC Rudolfshügel – SC Wacker Wien         | 2:2                   |
| 2. März 1919          | Wiener AC – Wiener Sport-Club             | 4:0                   |
| 2. Mär 1919           | Wiener Amateur SV – Floridsdorfer AC      | 0:5                   |
| 2. März 19            | ASV Hertha Wien – SC Wacker Wien          | 1:3                   |
| 9. März 1919          | 1. Simmeringer SC – Wiener AC             | 1:3                   |
| 9. März 1919          | SK Rapid Wien – Floridsdorfer AC          | 4:0                   |
| 9. März 1919          | SpC Rudolfshügel – Wiener Association FC  | 0:0                   |
| 9. März 1919          | Wiener Sport-Club – Wiener Amateur SV     | 2:2                   |
| 23. März 1919         | Floridsdorfer AC – Wiener Sport-Club      | 2:3                   |
| 23. März 1919         | SK Rapid Wien – SpC Rudolfshügel          | 7:1                   |
| 23. März 1919         | SC Wacker Wien – Wiener AC                | 1:1                   |
| 23. März 1919         | Wiener Amateur SV – 1. Simmeringer SC     | 1:1                   |
| 23. März 1919         | Wiener Association FC – ASV Hertha Wien   | 2:1                   |
| 25. März 1919         | SK Rapid Wien – Wiener Sport-Club         | 1:2                   |
| 25. März 1919         | SC Wacker Wien – Wiener Association FC    | 2:0                   |
| 30. März 1919         | SpC Rudolfshügel – 1. Simmeringer SC      | 5:0                   |
| 30. März 1919         | Wiener AC – Floridsdorfer AC              | 2:1                   |
| 30. März 1919         | Wiener Amateur SV – SK Rapid Wien         | 0:2                   |
| 30. März 1919         | Wiener Sport-Club – ASV Hertha Wien       | 1:0                   |
| April 1919            |                                           |                       |
| 13. April 1919        | Floridsdorfer AC – 1. Simmeringer SC      | 5:1                   |
| 13. April 1919        | SpC Rudolfshügel – ASV Hertha Wien        | 3:2                   |
| 13. April 1919        | Wiener Amateur SV – SC Wacker Wien        | 4:0                   |
| 13. April 1919        | Wiener Association FC – Wiener AC         | 0:1                   |
| Mai 1919              |                                           |                       |
| 11. Mai 1919          | 1. Simmeringer SC – Wiener Sport-Club     | 2:4                   |
| 11. Mai 1919          | SK Rapid Wien – ASV Hertha Wien           | 8:1                   |
| 11. Mai 1919          | SC Wacker Wien – Floridsdorfer AC         | 0:1                   |
| 11. Mai 1919          | Wiener Association FC – Wiener Amateur SV | 0:0                   |
| 18. Mai 1919          | Wiener AC – SpC Rudolfshügel              | 1:1                   |
| 25. Mai 1919          | 1. Simmeringer SC – SC Wacker Wien        | 0:0                   |
| 25. Mai 1919          | Floridsdorfer AC – SpC Rudolfshügel       | 0:2                   |
| 25. Mai 1919          | ASV Hertha Wien – Wiener Amateur SV       | 5:2                   |
| 25. Mai 1919          | SK Rapid Wien – Wiener AC                 | 4:2                   |
| 25. Mai 1919          | Wiener Sport-Club – Wiener Association FC | 1:0                   |
| 29. Mai 1919          | SK Rapid Wien – SC Wacker Wien            | 8:0                   |
| Juni 1919             |                                           |                       |
| 1. Juni 1919          | 1. Simmeringer SC – SK Rapid Wien         | 2:9                   |
| 1. Juni 1919          | Floridsdorfer AC – Wiener Association FC  | 2:3                   |
| 1. Juni 1919          | Wiener AC – ASV Hertha Wien               | 1:3                   |
| 1. Juni 1919          | Wiener Amateur SV – SpC Rudolfshügel      | 3:0                   |
| 1. Juni 1919          | Wiener Sport-Club – SC Wacker Wien        | 1:0                   |
| 22. Juni 1919         | ASV Hertha Wien – Floridsdorfer AC        | 2:1                   |
| 22. Juni 1919         | SpC Rudolfshügel – Wiener Sport-Club      | 3:0                   |
| 22. Juni 1919         | Wiener AC – Wiener Amateur SV             | 2:0                   |
| 22. Juni 1919         | Wiener Association FC – 1. Simmeringer SC | 0:3                   |
| 29. Juni 1919         | Floridsdorfer AC – Wiener Amateur SV      | 8:2                   |
| 29. Juni 1919         | 1. Simmeringer SC – ASV Hertha Wien       | 2:2                   |
| Juli                  |                                           |                       |
| 13. Juli 1919         | Wiener Association FC – SK Rapid Wien     | 0:3                   |

### Torschützenliste
| Pl.                    | Tore    | Spieler           | Verein                          |
| ---------------------- | ------- | ----------------- | ------------------------------- |
| 1.                     | 14 Tore | Josef Uridil      | SK Rapid Wien                   |
|                        |         | Johann Fröhler    | SC Rudolfshügel                 |
| 3.                     | 11 Tore | Eduard Bauer      | SK Rapid Wien                   |
|                        |         | Johann Studnicka  | Wiener AC                       |
| 5.                     | 10 Tore | Viktor Hierländer | Floridsdorfer AC                |
|                        |         | Otto Necas        | SC Rudolfshügel/ASV Hertha Wien |
| Quelle: Austria Soccer |         |                   |                                 |

siehe auch Liste der besten Torschützen Österreichs

### Die Meistermannschaft
| SK Rapid Wien |
| - Tor:Károly Nemes - Abwehr: Josef Brandstetter, Max Cerny, Vinzenz Dittrich, Leopold Grundwald, August Kraupar - Mittelfeld: Heinrich Krczal, Richard Kuthan, Leopold Nitsch, Oswald, Gustav Putzendopler - Angriff: Rudolf Rupec, Franz Schedivy, Schedivy II, Friedrich Stach, Willibald Stejskal, Ferdinand Swatosch, Josef Uridil, Gustav Wieser, Karl Wondrak, Eduard Bauer Trainer: Dionys Schönecker |
| Quelle: Austria Soccer |

## Zweite Leistungsstufe – Zweite Klasse A (NFV)

### Allgemeines
In der eingleisig geführten Zweiten Klasse A spielten in dieser Saison neun Vereine in einem Herbst- und einem Frühjahrsdurchgang zu je acht Spielen um den Meistertitel. Erstmals seit Kriegsbeginn berechtigte der Meistertitel, sowie in dieser Saison auch der Vizemeistertitel, wieder zum Aufstieg in die oberste Klasse. Meister der Zweite Klasse A wurde erstmals seit ihrem Wiedereinstieg in den österreichischen Verband im Jahr 1916 die Vienna. Dahinter platzierte sich Admira Wien an zweiter Stelle und konnte mit diesem Erfolg zum ersten Mal in der Vereinsgeschichte in die 1. Klasse aufsteigen. Titelverteidiger SC Donaustadt, der aufgrund des sistierten Aufstiegs in den Vorjahren mehrmals als Meister in der zweiten Liga verbleiben musste, konnte im Titelkampf nicht mitmischen und belegte nur den vierten Rang.
In die zweite Spielstufe aufgestiegen waren letzte Saison SC Ober St. Veit und FFK Sturm. Beide Vereine belegten nur die letzten Ränge, konnten jedoch auf Grund einer Aufstockung der Spielklasse auf 15 Vereine in der Liga verbleiben.

### Abschlusstabelle
| Pl.                                            | Verein                       | Sp. | S  | U | N  | Tore    | Quote | Punkte |
| ---------------------------------------------- | ---------------------------- | --- | -- | - | -- | ------- | ----- | ------ |
| 1.                                             | First Vienna FC 1894 ZKA1    | 16  | 14 | 0 | 2  | 074:160 | 4,63  | 28     |
| 2.                                             | Admira Wien ZKA1             | 16  | 12 | 1 | 3  | 049:270 | 1,81  | 25     |
| 3.                                             | SC Donaustadt ZKA2           | 16  | 10 | 1 | 5  | 043:230 | 1,87  | 21     |
| 4.                                             | Hakoah Wien                  | 16  | 9  | 3 | 4  | 032:240 | 1,33  | 21     |
| 5.                                             | Nußdorfer AC                 | 16  | 6  | 2 | 8  | 030:410 | 0,73  | 14     |
| 6.                                             | SK Slovan Wien               | 16  | 5  | 2 | 9  | 043:420 | 1,02  | 12     |
| 7.                                             | SC Red Star Wien ZKA2 ZKA3   | 16  | 3  | 1 | 12 | 022:350 | 0,63  | 07     |
| 8.                                             | SC Ober St. Veit (N)         | 16  | 3  | 1 | 12 | 022:630 | 0,35  | 07     |
| 9.                                             | Favoritner FK Sturm ZKA3 (N) | 16  | 3  | 1 | 12 | 012:560 | 0,21  | 07     |
| Stand: Endstand. Quelle: Austria Soccer, RSSSF |                              |     |    |   |    |         |       |        |

| (N) | Neuaufsteiger der Saison 1917/18 |

Aufsteiger
- Zweite Klasse B: Wiener Bewegungsspieler, SC Blue Star Wien, SC Germania Schwechat, FC Ostmark Wien, Ottakringer SC, Vienna Cricket and Football-Club, 1. FFC Vorwärts 06 Wien, Wiener Sportfreunde

## Meisterschaft des DAFV
Die Meisterschaft des Deutsch-Alpenländischen Fußballverbandes wurde in eine 1. Klasse und in einer 2. Klasse eingeteilt.

### 1. Klasse
Die 1. Klasse und somit Meister des DAFV wurde wieder der Grazer Fußballclub „Sturm“. Nach dieser Meisterschaft wurde der Deutsch-Alpenländischen Fußballverbandes (DAFV) aufgelöst und die heutigen Fußballverbände entstanden nacheinander: Kärntner Fußballverband, Salzburger Fußballverband, Steirischer Fußballverband, Oberösterreichischer Fußballverband, Tiroler Fußballverband und Vorarlberger Fußballverband.

### 2. Klasse
Abschlusstabelle
| Pl.                            | Verein               | Sp. | S | U | N | Tore    | Quote | Punkte |
| ------------------------------ | -------------------- | --- | - | - | - | ------- | ----- | ------ |
| 1.                             | AAC Graz             | 12  | 9 | 2 | 1 | 038:150 | 2,53  | 20     |
| 2.                             | Amateure Graz        | 12  | 8 | 2 | 2 | 052:160 | 3,25  | 18     |
| 3.                             | SC Hakoah Graz       | 12  | 8 | 2 | 2 | 031:110 | 2,82  | 18     |
| 4.                             | SC Weiße Elf Gösting | 12  | 4 | 1 | 7 | 021:430 | 0,49  | 09     |
| 5.                             | FC Germania Graz     | 12  | 3 | 2 | 7 | 014:400 | 0,35  | 08     |
| 6.                             | Grazer Sportclub     | 12  | 3 | 0 | 9 | 019:350 | 0,54  | 06     |
| 7.                             | FC Rapid Graz        | 12  | 2 | 1 | 9 | 019:370 | 0,51  | 05     |
| Stand: Endstand. Quelle: RSSSF |                      |     |   |   |   |         |       |        |

## Situation in den ehemaligen Kronländern

### Böhmen und Mähren-Schlesien
Der tschechische Nachfolgeverband Československá associace footballová ČSAF vom Deutschen Fußball-Verband für Böhmen trug in dieser Saison Meisterschaften in Mittegau, Westgau, Erz- und Mitteerzgebirgsgau, Nordostgau, Elbe Gau, Komotau Gau, Mähren und Schlesien aus. Es wurde eine Tschechoslowakische Fußballmeisterschaft 1919 in Böhmen, vor allem in Prag, ausgetragen, die vom Český svaz footballový (ČSF) organisiert wurde. Der Deutsche Fußball-Verband für Mähren und Schlesien trug in dieser Saison keine Meisterschaft aus.

### Polen
Der Deutsche Fußball-Verband für Polen trug in dieser Saison keine Meisterschaft aus.